# Escut i bandera de la Vall d'Almonesir
L'escut i la bandera de la Vall d'Almonesir són els símbols representatius oficials del municipi de La Vall d'Almonesir, a la comarca de l'Alt Palància, País Valencià.

## Escut
L'escut oficial de la Vall d'Almonsesir és blasonat de la forma següent:
| « | Escut quadrilong de punta redona. Truncat. En el primer quarter, en camp de gules, un castell d'or, maçonat i aclarit de sable. En el segon quarter, en camp d'argent, tres bandes d'atzur. | » |

## Bandera
La bandera oficial de la Vall d'Almonesir té la següent descripció:
| « | Bandera de proporcions 2:3. Partida per meitat vertical. Primer, a l'asta, de roig un castell d'or, maçonat i aclarit de sable. Segon, de plata o gris perla, tres bandes d'atzur. | » |

## Història
L'escut fou aprovat per Resolució de 13 de desembre de 2006, del conseller de Justícia, Interior i Administracions Públiques (publicada al DOGV núm. 5416 de 28 de desembre de 2006). La bandera, d'altra banda, fou aprovada per Resolució de 26 de setembre de 2008, del conseller de Presidència (publicada al DOCV núm. 5871 de 16 d'octubre de 2008).
A la primera partició s'hi fa referència al castell de la població. Al segon quarter s'hi representen les armes dels Urrea, antics senyors territorials «en un moment significatiu del seu passat».